# Hovsta kyrka

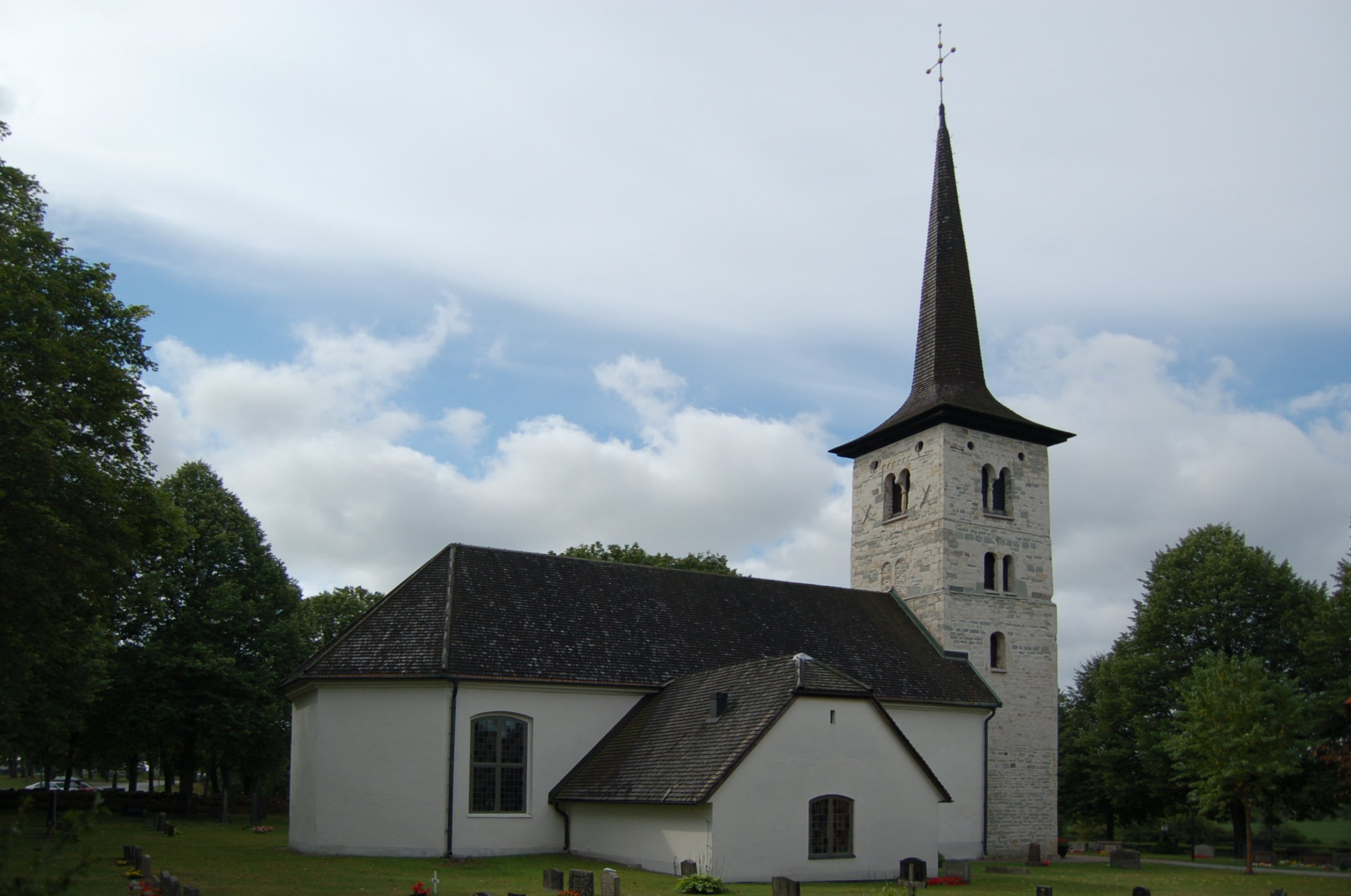
Hovsta kyrka, norrvy.

Hovsta kyrka. är en kyrkobyggnad i Hovsta församling i Strängnäs stift. Den är församlingskyrka i Axbergs församling inom Norra Närkes kontrakt.  Kyrkan ligger på slätten vid Kyrkvägen i Lillån cirka 5 km norr om Örebro och cirka 4 km söder om tätorten Hovsta.
Kyrkan byggdes i anslutning till byn Hosta, som sålunda av namn åt kyrka och socken. En ursprunglig del av kyrkan är från 1100-talet och Hovsta kyrka räknas till Närkes äldsta kyrkor. Under århundradens lopp har kyrkan förändrats genom tillbyggnader och ombyggnader samt restaureringar.

## Kyrkobyggnaden
Hovsta kyrka är en murad långhuskyrka, vars västra del bär rester av kyrka från 1100-talet. Långhuset har ett tresidigt korparti i väster från 1100-talet och i öster utgörs kyrkan av en byggnadskropp från tiden 1774–1788 och sakristia i norr och västtorn. Kyrkan har två portaler. Ingången i kyrkan från den södra rundbågiga portalen anses som den äldsta bevarade portalen i Närkes kyrkor och är kyrkans ursprungliga portal. Efter att tidigare ha varit igenmurad togs den åter upp 1951. Ingång i kyrkan från den västra portalen, vilken är från 1200-talet och troligen ursprunglig, fanns det långt tillbaka ett vapenhus, men det revs 1784. Sakristian i norr är från 1500-talet. På 1780-talet ombyggdes fönsteröppningarna och den större södra portalen.
Tornet tillkom på 1200-talet och har den romanska stilens karaktäristiska rundbågefriser och kolonetter. Utformat med ljus- och ljudöppningar till de tre översta våningsplanen och krönande rundbågsfris. I översta våningen finns runda gluggar som är svårförklarliga. De verkar vara dekorativa fasadelement utåt sett, men konstruktionen visar på någon annan användning.
Spiran restes 1707 och försågs då med kors, knappar och stjärna. Tornet är i sitt ursprungliga skick från medeltiden sedan 1990-talet. Torn i denna typ kallas Närketorn. Hovsta kyrkas torn har likheter med bland annat Gällersta kyrka och Mosjö kyrka. Ett Närketorn har tornhuven utbytt mot tornspira.
Sakristian utbyggdes 1981, men anses till sina äldsta delar vara från 1500-talet.
Vapenhuset restaurerades 1951 och då upptäcktes ett igenmurat valv, och togs då åter upp så att man nu kan se det. Man upptäckte då också medeltida kvaderristningar och antydningar till prydningsslingor i mönjefärg på väggarna.
I sitt nuvarande skick är nuvarande orgelläktaren sedan 1981. Den nuvarande orgeln med tolv stämmor är från 1975 och byggd av orgelbyggaren Nils Olof Hammarberg (1913–1991) från Hammarbergs Orgelbyggeri AB i Göteborg. Den tidigare ägaren av orgelbyggeriet var Olof Hammarberg (1871–1941).
Kyrkorummet täcks av ett trätunnvalv med profilerad taklist. Kyrkans färgsättning och fasta inredning har förnyats i flera etapper under 1800- och 1900-talen. Den nuvarande färgsättningen och takets blå färg från 1994 fick kyrkan under ledning av arkitekt Jerk Alton. Många kyrkor i Närke har sedan dess fått liknande färgsättning som i Hovsta kyrka, det blev ett trendbrott. Kyrkans yttre murverk fick också en upprutsning.

## Inventarier
- Bänkinredningen är från 1994.
- Nummertavlorna är en gåva från den berömde apotekaren i Örebro, Frans Joakim von Aken på 1780-talet.
- Altaret Altartavlan införskaffades 1797 och är signerad Johan Hansson. Altaret i kalksten från Kinnekulle tillkom år 2000 och är ritat av Jerk Alton. Altaren är tillverkat av Thorsbergs Stenhuggeri i Hällekis i kalksten från Kinnekulle.
- Predikstolen Predikstolen byggdes på 1830-talet.
- Ljuskronorna är skänkta av sockenbor under 1600-talet och 1700-talet.
- Dopfunten Kyrkans äldsta dopfunt har en fot i sandsten från 1100-talet och den står i koret vid den gamla sydvästportalen. Den har inhuggna ansiktsmasker. Den dopfunt som nu används är från 1796 och är tillverkad av klockare Gillberg. Ovanför den hänger skulpturen Jungfru Maria med Jesusbarnet, utförd av bildhuggaren Georg Lang i Oberammergau, en donation.
- Dopträdet är tillverkat av skulptören och glaskonstnären Bertil Vallien, Boda smide (Boda glasbruk (glasbruk)).
- Dekorationerna Kyrkan har målade kungaporträtt i original av Karl XI och Karl XII, vilka har målats av hovmålaren David Klöcker Ehrenstrahl. Båda verken kommer från Dylta bruks kyrka. Tavlan Kristi uppståndelse är målad av professorn och konstnären Einar Forseth, en donation. Mattorna i koret har gjorts av textilkonstnären Judith Johansson 1982.
- Nattvardskärl Den förnämsta inventarien är en nattvardspaten i silver från 1400-talet. En paten (av latin patena ’tallrik’) är en oblattallrik för nattvarden. Nattvardspaten har en inskription på latin som lyder: "Var hälsad Maria full av nåd. Herren är med dig, välsignad är du bland kvinnor." Kalken och oblatasken är från 1700-talet i förgyllt silver.
- Gravhällarna  I koret finns gravhällar över de adliga ätterna Gyldenadler och Swedenstierna. Gyldenadler (Gyllenadler) och Swedenstierna (Svedenstjerna) var ägare på Kåvi säteri i norra Örebro på 1600- och 1700-talen. Gravhällarna syns ej då de är nedsänkta under golvet.[1][2]

### Orgel
- 1839 byggde klockaren i församlingen, Anders Hellberg en orgel med 6 stämmor, 1 manual och bihängd pedal. Det var en orgel hemorgeln från 1700-talet som han byggde om mellan 1839 och 1845. Den finns ännu bevarad i Örebro läns museums samlingar
- 1891 köptes en orgel in från Riseberga missionshus. Den var byggd av A G Nygren, Stockholm
- 1911 byggde E. A. Setterquist & Son, Örebro en orgel med 7 stämmor, två manualer och pedal. 1951 om- och tillbyggdes den till 11 stämmor av E. A. Setterquist & Son Eftr., Örebro.
- Den nuvarande orgeln är byggd 1974 av Olof Hammarberg, Göteborg. Orgeln är mekanisk. Fasaden är från 1891  orgel.

| Huvudverk I     | Svällverk II      | Pedal      | Koppel |
| Rörflöjt 8´     | Gedakt 8´         | Subbas 16´ | I/P    |
| Principal 4´    | Fugara 8´         | Oktava 8´  | II/P   |
| Waldflöjt 2´    | Koppelflöjt 4´    |            | II/I   |
| Sesquialtera II | Principal 2'      |            |        |
| Mixtur III      | Scharf II         |            |        |
|                 | Crescendosvällare |            |        |

## Bilder

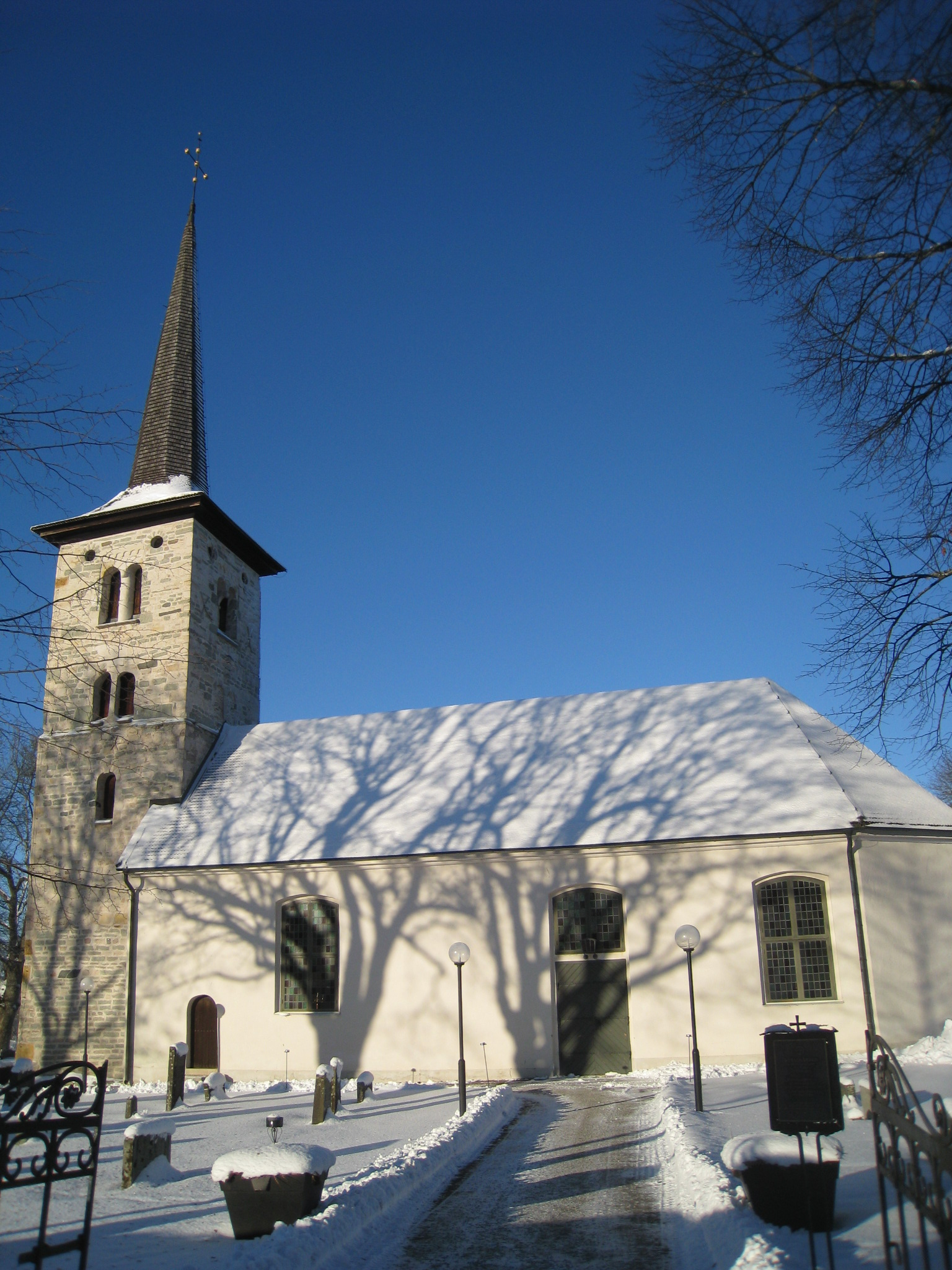
Hovsta kyrka i vinterskrud.
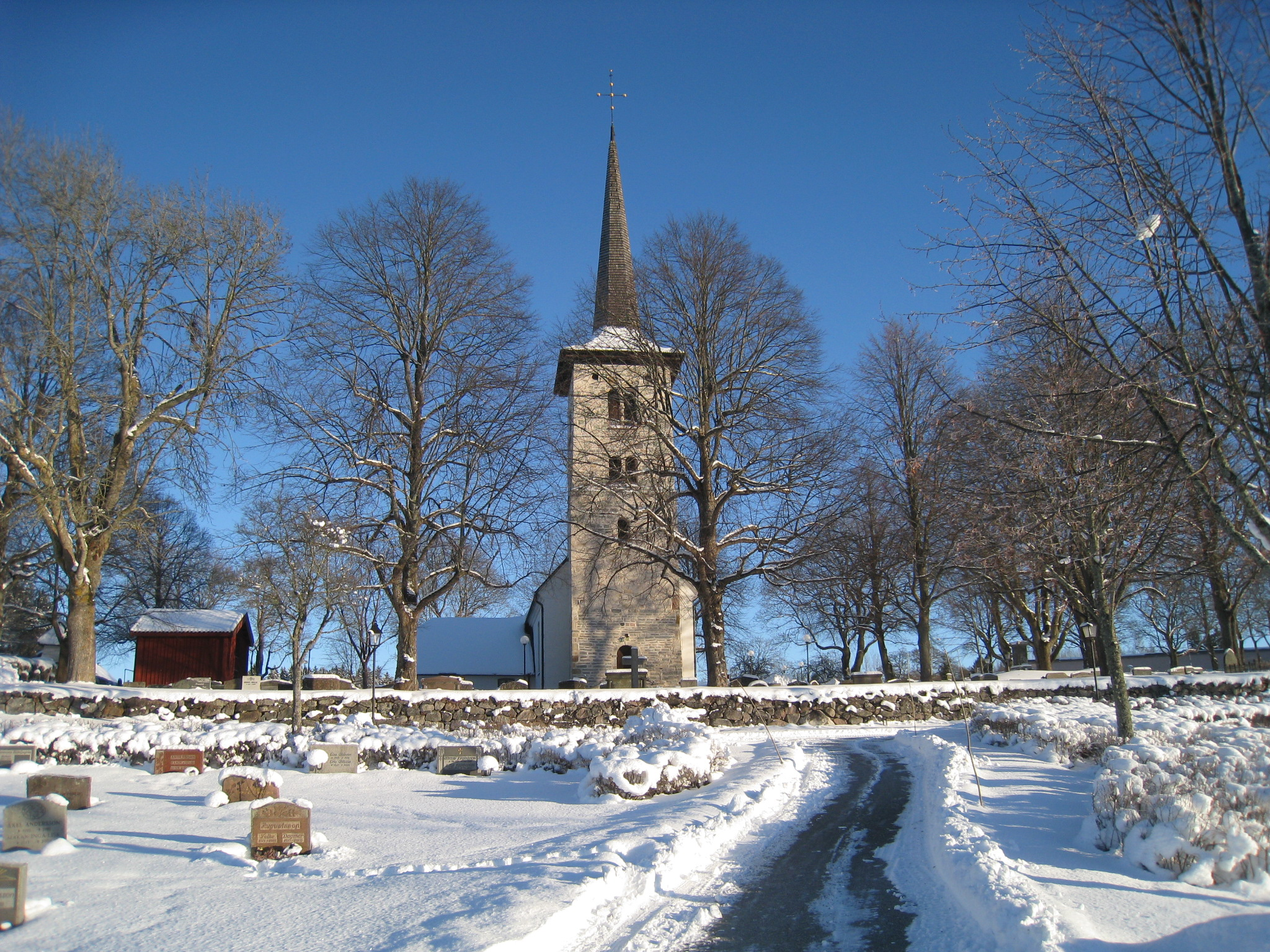
Hovsta kyrka, vy från väster.
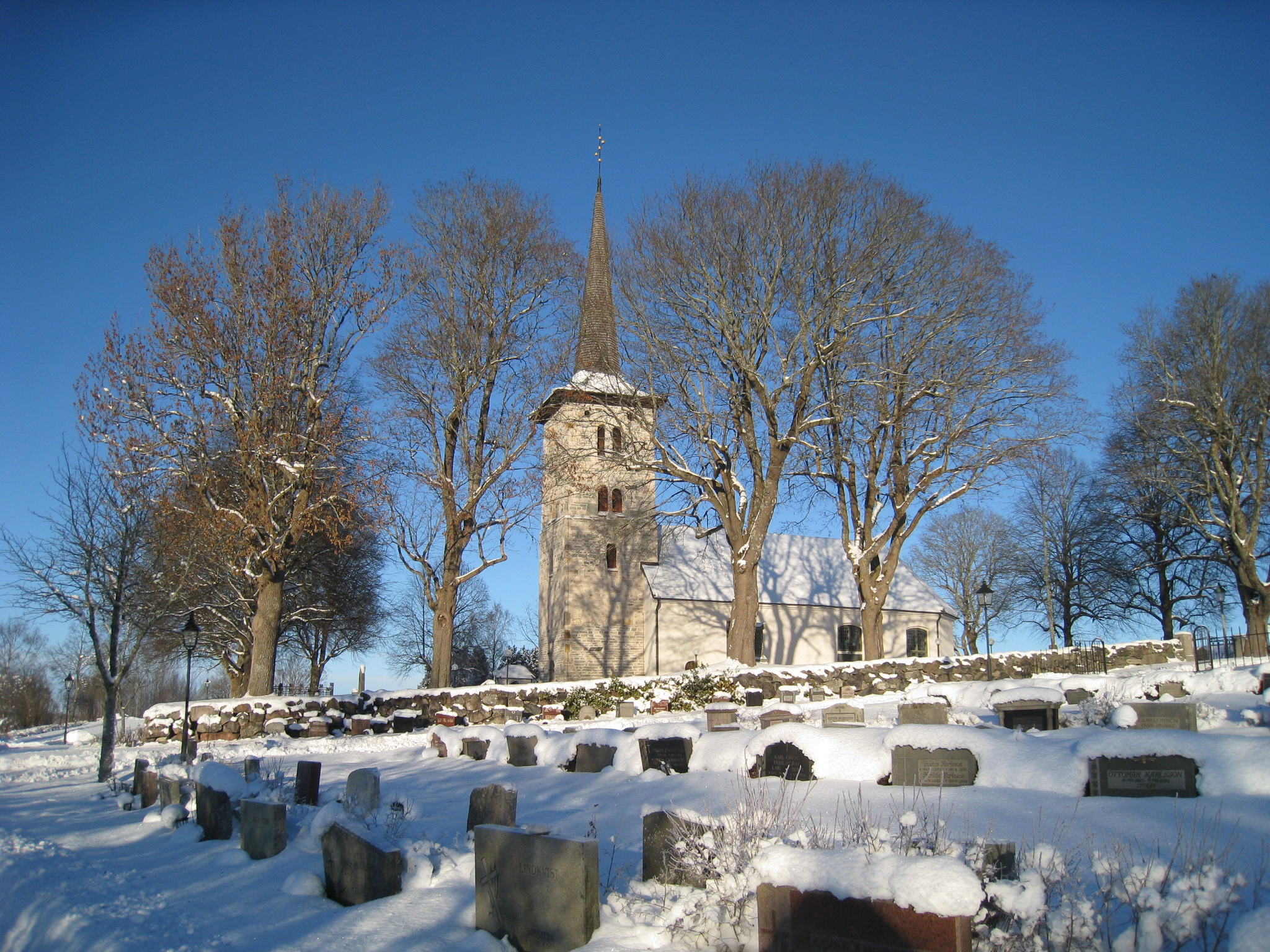
Hovsta kyrka, vy från söder.
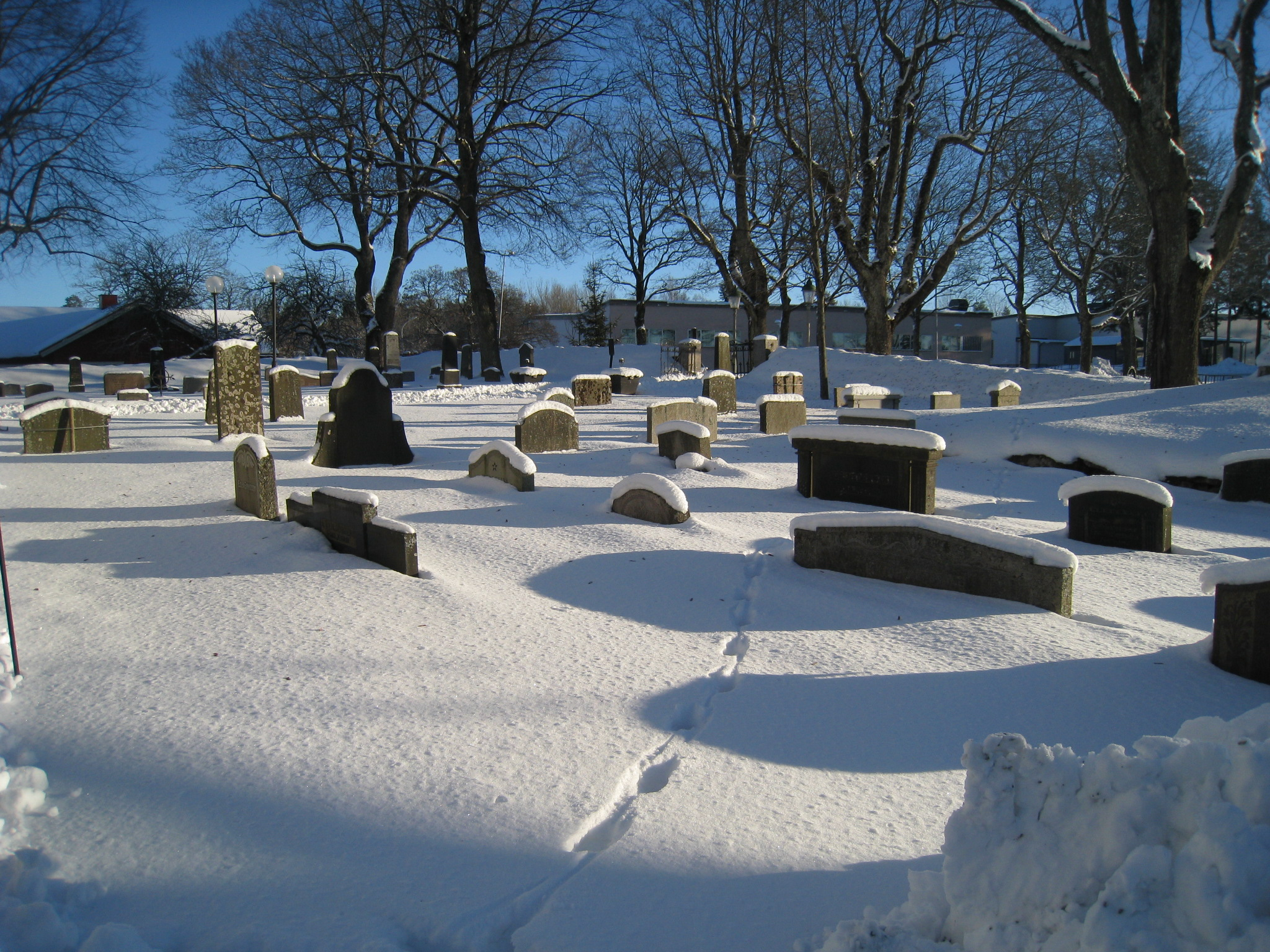
Hovsta kyrka, kyrkogården.
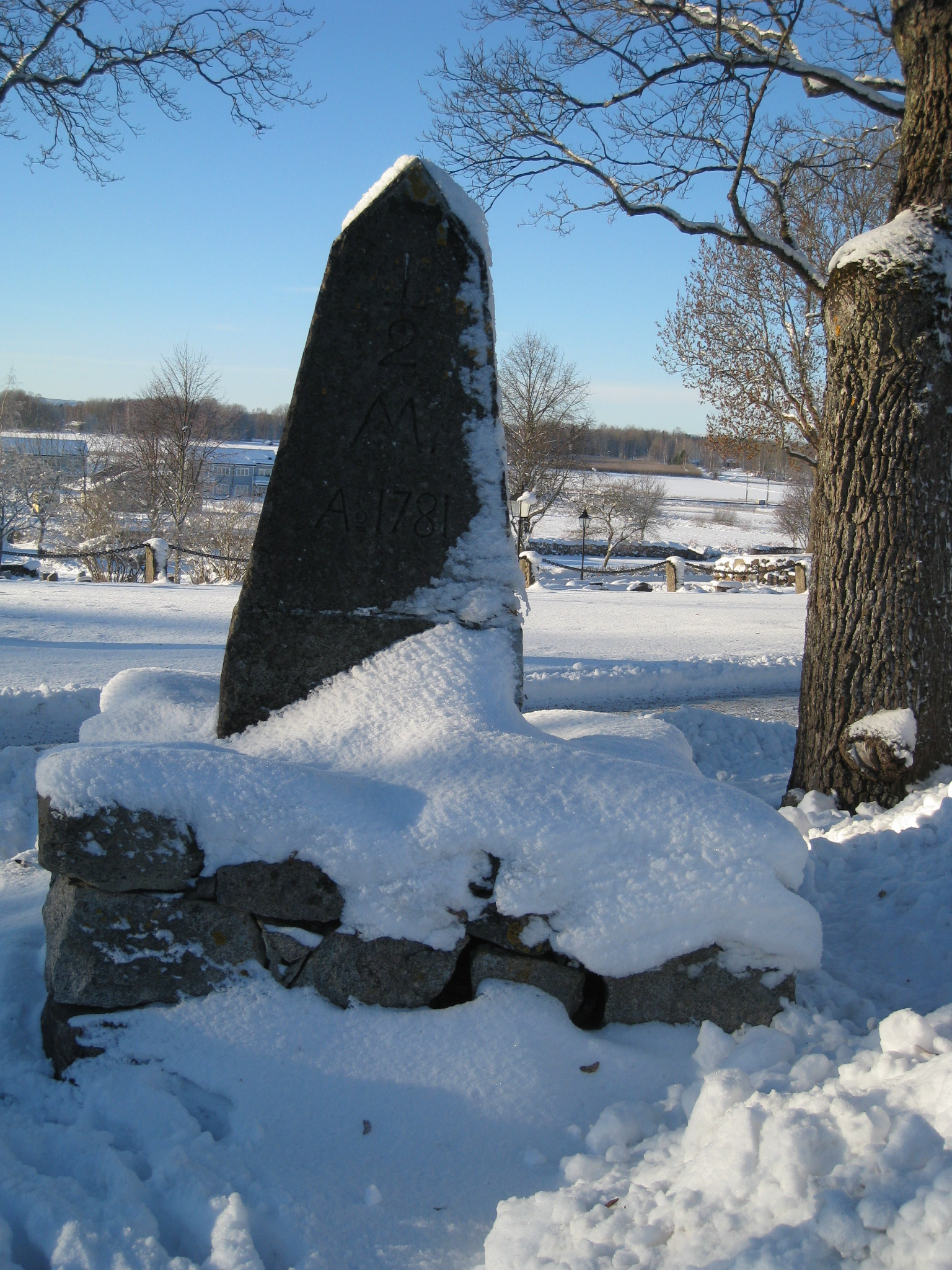
Milstenen från Anno 1781 ligger vid Kyrkvägen vid den gamla Hovstavägen, som går förbi Hovsta kyrka.